# Квантово число
Квантово число в квантовата механика определя числената стойност на квантувана променлива величина на микроскопичен обект (елементарна частица, атомно ядро, атом и т.н.), характеризираща състоянието на частицата.
Задаването на квантовите числа напълно характеризира състоянието на частицата. Трябва да се подчертае, че свойството тъждественост се изпълнява не просто за частиците от един вид, а за частици от един вид с еднакви квантови числа.
Някои квантови числа са свързани с движение в пространството и характеризират пространственото разпределение на вълновата функция на частицата. Това са например радиалното (главното) ({\displaystyle n_{r}}), орбиталното ({\displaystyle l}) и магнитното ({\displaystyle m}) квантови числа на електрона в атома, които се определят съответно като брой на възлите на радиалната вълнова функция, значението на орбиталния ъглов момент и проекцията му върху дадена ос.
Някои други квантови числа не са свързани по никакъв начин с преместване в обикновеното пространство, а отразяват „вътрешно“ състояние на частицата. Към такива квантови числа се отнася спинът и неговата проекция. В ядрената физика се въвежда изоспин, а във физиката на елементарните частици се появяват цвят, странност, хиперзаряд, чар, красота и истинност.
|  | Тази страница частично или изцяло представлява превод на страницата „Квантовое число“ в Уикипедия на руски. Оригиналният текст, както и този превод, са защитени от Лиценза „Криейтив Комънс – Признание – Споделяне на споделеното“, а за съдържание, създадено преди юни 2009 година – от Лиценза за свободна документация на ГНУ. Прегледайте историята на редакциите на оригиналната страница, както и на преводната страница, за да видите списъка на съавторите. ВАЖНО: Този шаблон се отнася единствено до авторските права върху съдържанието на статията. Добавянето му не отменя изискването да се посочват конкретни източници на твърденията, които да бъдат благонадеждни. |